# Gunsmoke Ranch
Gunsmoke Ranch è un film del 1937 diretto da Joseph Kane.
È un film western statunitense con Robert Livingston, Ray Corrigan e Max Terhune. Fa parte della serie di 51 film western dei Three Mesquiteers, basati sui racconti di William Colt MacDonald e realizzati tra il 1936 e il 1943.

## Produzione
Il film, diretto da Joseph Kane su una sceneggiatura di Oliver Drake con il soggetto dello stesso Drake e di Jack Natteford e William Colt MacDonald (creatore dei personaggi), fu prodotto da Sol C. Siegel (associate producer) per la Republic Pictures e girato nelle Alabama Hills a Lone Pine e nel Red Rock Canyon State Park a Cantil, in California dal 12 marzo 1937 al 23 marzo 1937 con un budget stimato in 35.000 dollari.

## Distribuzione
Il film fu distribuito negli Stati Uniti dal 5 maggio 1937 al cinema dalla Republic Pictures.